# Cavalerie des États-Unis

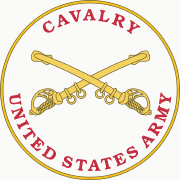
Plaque de la cavalerie américaine

La cavalerie de l’armée des États-Unis (United States Army Cavalry) était une branche de l'armée de terre des États-Unis qui, en tant que cavalerie montée, a existé de 1775 à 1942.
La cavalerie des plaines joua un rôle important dans l’extension du pouvoir central des États-Unis situé à l’est du continent nord-américain vers les zones occidentales non colonisées. Plusieurs régiments de la cavalerie blindée américaine sont ses descendants contemporains.

## Origines
George Washington s'inquiéta vivement de la panique causée par le 17th Light Dragoons britannique dans les rangs de son armée lors de la bataille des White Plains mais apprécia à leur juste valeur les services rendus par le 5th Regiment of Connecticut Light Horse Militia, sous les ordres du major Elisha Sheldon, en matière de reconnaissance lors de la retraite de l'Armée continentale dans le New Jersey. Il demanda donc au Congrès la levée d'une force de cavalerie légère au sein de cette dernière et à la fin de 1776, celui-ci autorisa l'établissement d'une cavalerie forte de 3 000 hommes.
C'est ainsi que le 12 décembre 1776, le Congrès transforma la milice montée d'Elisha Sheldon en « Regiment of Light Dragoons ». En mars 1777, Washington forma le « Corps of Continental Light Dragoons » constitué de quatre régiments à six troops de 280 hommes. De nombreuses difficultés pratiques amenèrent le Congrès à mandater le comte Kazimierz Pułaski, officier professionnel polonais, pour la mise sur pied de la cavalerie américaine à Trenton (New Jersey) pendant l'hiver 1777-1778.
Ces unités provisoires de milice de cavalerie américaines  connurent des fortunes diverses, combattant tantôt à pied, tantôt à cheval - plus souvent d'ailleurs dans le rôle d'infanterie montée au sein de légions composites - jusqu'à la fin de la guerre d'Indépendance qui les vit s'opposer notamment aux Tarleton's Dragoons britanniques.  En 1783, la « Continental Army » est dissoute et les régiments de dragoons licenciés.
La première unité de cavalerie de l' « US Army »  est créée par le Congrès des États-Unis le 5 mars 1792 sous la forme d'un escadron de quatre troops sous les ordres du  Major Michael Rudolph. En 1799, le Congrès provisionne la levée de trois régiments de cavalerie en cas de conflit en acquérant et stockant le matériel pour l'équipement de 3 000 hommes et chevaux.
En 1808, le Congrès autorise la levée d'un régiment de « dragons légers ». Un second régiment, du même type, apparaît en 1812 mais en 1815, à l'issue de la guerre anglo-américaine, ils sont licenciés tous les deux pour raison d'économies budgétaires . En 1833, la cavalerie réapparait sous la forme d'un régiment de dragons, suivi par un second en 1837. En 1846, c'est un régiment de carabiniers à cheval ( « mounted riflemen » ) qui est levé suivi, en 1855, de deux nouveaux régiments de cavalerie. Cette renaissance ne se fait pas sans à-coups et tâtonnements : en 1842, le Congrès décide ainsi de démonter le 2e Dragons… pour le remettre en selle deux ans plus tard.

## Guerre de Sécession
Ces unités sont dispersées à travers tout le continent : ainsi, en 1848, le 1er Dragons voit trois de ses compagnies déployées au Nouveau-Mexique et en Arizona, trois autres en Californie et les quatre restantes éparpillées entre Fort Scott, Leavenworth, Washita et Snelling. Quand éclate la Guerre de Sécession, ces cinq régiments, avec un sixième tout nouvellement levé, sont les seules unités de cavalerie régulière existantes.

## Conquête de l'Ouest et guerres indiennes

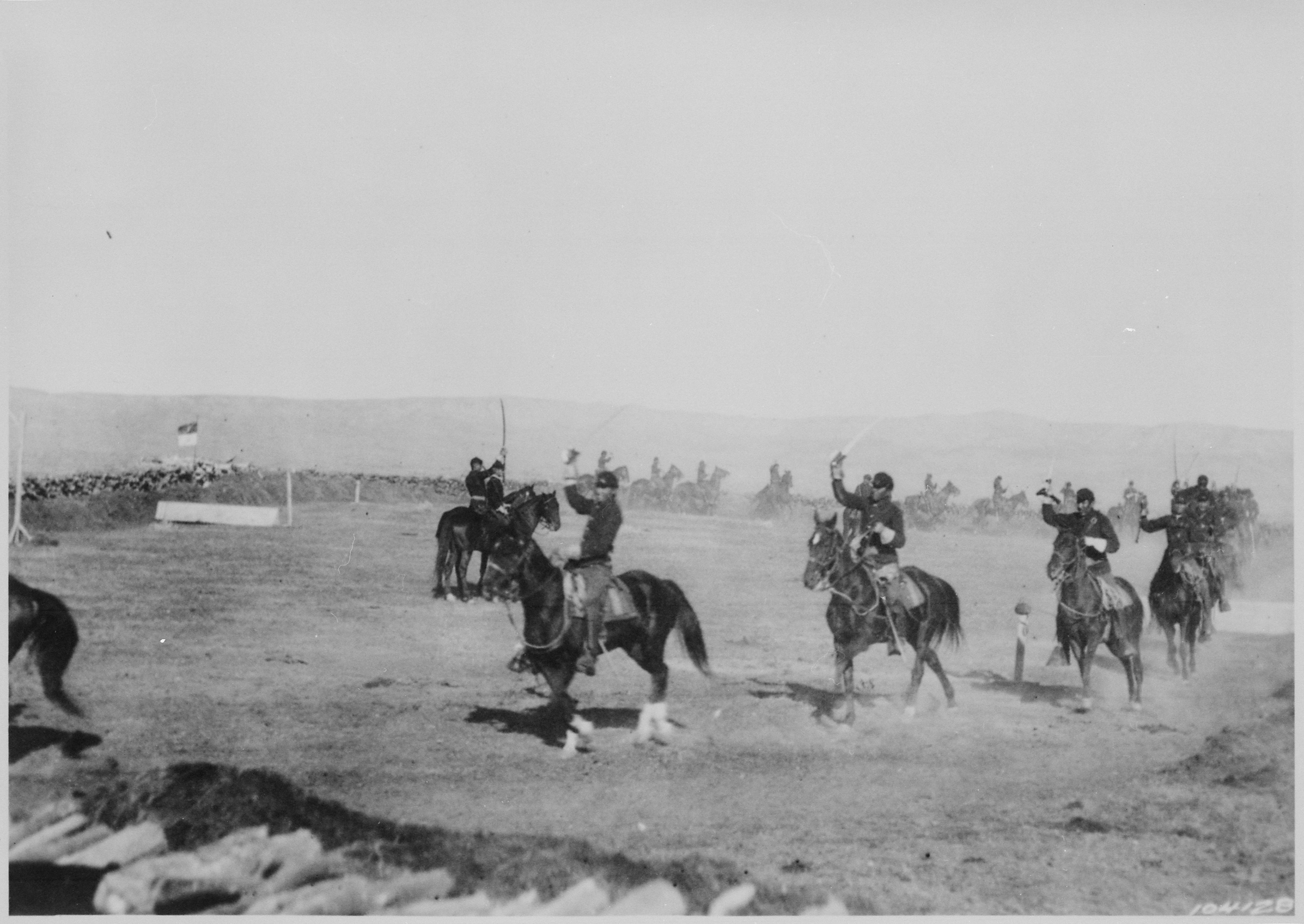
Exercice au sabre en 1892.

## Mécanisation et Seconde Guerre mondiale
Selon le règlement de service sur le terrain de l'armée américaine de 1941, les unités de cavalerie mécanisée étaient organisées spécifiquement pour effectuer des missions de reconnaissance blindée, et non des missions de combat. Dans l'emploi réel sur le terrain, les groupes de cavalerie mécanisés effectuaient rarement des missions de reconnaissance. 
Une analyse d'après-guerre des opérations de groupe a indiqué que ces missions ne consommaient que 3% du temps passé au combat. Les missions défensives (33 %), les opérations spéciales (29 %), les missions de sécurité (25 %) et les actions offensives (10 %) étaient beaucoup plus courantes. 
Pour exécuter des missions de non-reconnaissance, les groupes de cavalerie avaient toujours besoin de renforts, généralement, au minimum, l'attachement d'un bataillon chacun d'artillerie de campagne et de chasseurs de chars et d'une compagnie de génie militaire. Même pour les missions de sécurité, qui comprenaient les traditionnelles missions de contre-reconnaissance,
Bien que conçu pour une mission de reconnaissance uniquement, les commandants du Corps considéraient l'escadron de cavalerie mécanisée comme un atout de combat supplémentaire et employaient ces unités de la même manière qu'un escadron de cavalerie à cheval aurait été utilisé avant la Première Guerre mondiale.

## Guerre froide

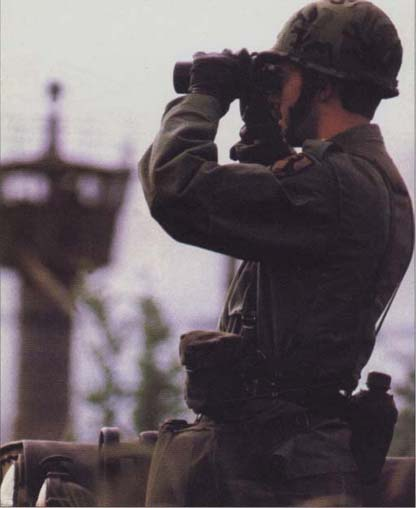
Soldat du 11e régiment de cavalerie blindé américain en service dans la trouée de Fulda pendant la guerre froide.

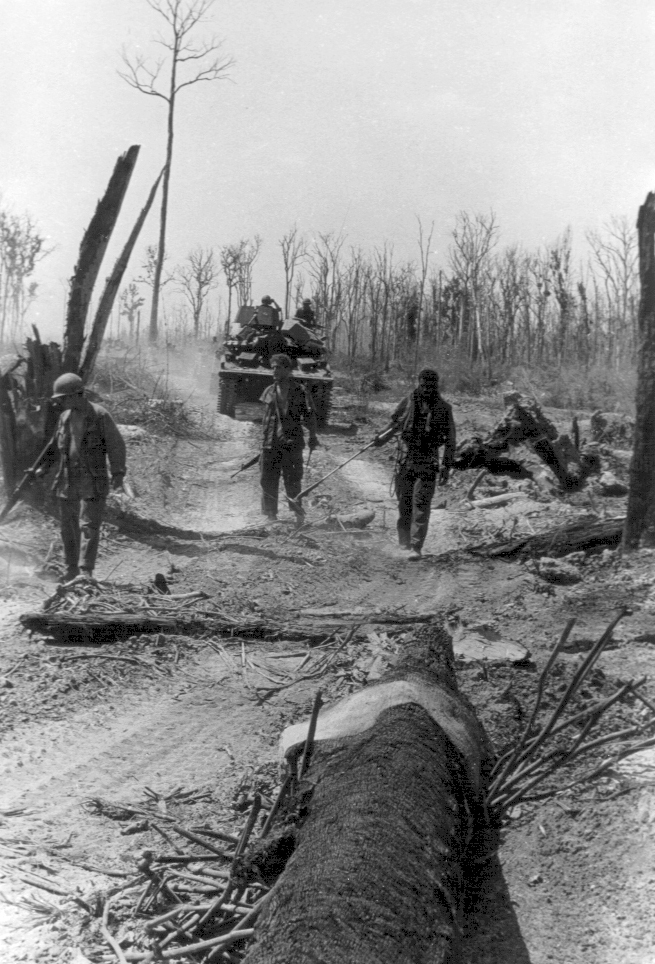
Des démineurs de lUnited States Army en action lors d'une opération au Cambodge. À l'arrière plan un M551 Sheridan du 11e régiment de cavalerie américain.

La branche spécifique de la cavalerie cessa d’exister en 1951 lorsqu’elle fut absorbée par la branche blindée lors de la guerre de Corée.

## La1stCavalry Division
La 1st Cavalry Division est la seule division de l’United States Army qui comporte toujours le terme cavalerie dans son nom. Elle compte encore en effet dans ses rangs un détachement de cavalerie à cheval utilisé lors de cérémonies. La division est  organisée en quatre brigades motorisées et en une brigade aéroportée.
La dernière participation de la cavalerie américaine à cheval à un combat remonte à janvier 1942, dans le village de Morong aux Philippines, contre les forces japonaises. Peu de temps après, les cavaliers furent forcés de se nourrir de leurs chevaux lorsqu’ils furent assiégés[réf. nécessaire]. Durant le reste de la Seconde Guerre mondiale, les unités furent motorisées avec des chars et d’autres véhicules ou transformées en unités d’infanterie.
Les logos dessinés sur les hélicoptères de la 1st Cavalry Division employés durant la guerre du Viêt Nam représentaient toujours un cheval.

## Liste des régiments blindés de la cavalerie
Au XXIe siècle, cinq régiments de cavalerie blindé sont en service :
- 2e régiment de cavalerie,
- 3e régiment de cavalerie,
- 7e régiment de cavalerie,
- 11e régiment de cavalerie (fait partie de l'OPFOR, la force qui entraîne les recrues et combattent contre elles en entraînement),
- 248e régiment de cavalerie, de la Garde nationale des États-Unis.

## Grandes figures de la cavalerie américaine
- Edgar Rice Burroughs
- Samuel P. Carter
- Adna Chaffee, Sr.
- Adna Chaffee, Jr.
- William Cody
- Henry "Light Horse Harry" Lee
- Robert E. Lee
- Harry A. "Paddy" Flint (en)
- Wild Bill Hickok
- Stephen W. Kearny
- John P. Lucas
- Wesley Merritt
- Francis Marion
- George S. Patton
- Ronald Reagan
- Luke Short
- Thomas Custer
- George Armstrong Custer
- Philip Sheridan
- Nathan Bedford Forrest - CSA
- John Hunt Morgan - CSA
- James Ewell Brown Stuart - CSA